# Breaking the Law
Singles de Judas Priest
Living After Midnight
(1980) United
(1980)
Breaking the Law est une chanson du groupe de heavy metal britannique Judas Priest, initialement publiée sur leur album British Steel sorti en 1980. La chanson est l'un des morceaux les plus connus du groupe, et est reconnue par son riff d'ouverture.

## Structure
Avant de sortir British Steel en 1980, Judas Priest avait commencé à modifier sa musique vers une approche plus grand public avec un son plus simple. Cette approche est venue à pleine maturité sur British Steel. "Breaking the Law" combine un riff d'ouverture en clé mineure reconnaissable et un chœur rythmique. Il y a un changement de vitesse sur le pont (principalement instrumental), une nouvelle progression d'accords avec Halford qui criait "You don't know what it's like!" avant l'effet sonore de la sirène d'une voiture de police qui ramène vers le riff principal. Les récentes performances live de la chanson ont présenté un court solo de K. K. Downing sur le pont. L'outro de la chanson est le riff principal joué à plusieurs reprises avec Halford qui chante le refrain et Downing qui joue des accords de puissance.
La chanson présente certains effets sonores, y compris le bruit de verre brisé et la sirène de police. Le groupe enregistrait British Steel à Tittenhurst Park, qui était la maison du batteur des Beatles Ringo Starr. Pour l'effet de bris de verre, le groupe utilise des bouteilles de lait qu'un laitier avait amenés dans la matinée, et la sirène de police était en fait simulée par le guitariste K. K. Downing à l'aide de la tige de vibrato sur sa Stratocaster.
La chanson a été jouée en live presque constamment depuis sa sortie, et a lentement évolué au fil des années, par exemple avec un solo de guitare ajouté par K.K. Downing sur le pont. Judas Priest a exprimé le désir d'essayer de tourner sans leurs classiques, y compris cette chanson.

## Paroles
Les paroles parlent de quelqu'un qui se lasse d'un mode de vie devenu ennuyeux. Cela conduit la personne à enfreindre la loi.

## Clip
Réalisé par Julien Temple, la vidéo commence avec le chanteur Rob Halford chantant à l'arrière d'une Cadillac décapotable, circulant le long de la A406 North Circular dans le nord de Londres. La voiture se gare devant une banque sans nom près de Oxford Street (Le décor donne à penser qu'il s'agit d'une branche de Barclays Bank Plc). Halford rencontre deux hommes habillés en prêtres avec des mallettes de guitare et entrent dans la banque ensemble. Pour le chœur breaking the law les deux hommes enlèvent leurs déguisements et se révèlent être les guitaristes K.K. Downing et Glenn Tipton. Ils sont ensuite rejoints par le bassiste Ian Hill et le batteur Dave Holland. Les gens de la banque sont paralysés par les guitares. Pendant ce temps, le gardien de sécurité (qui vient tout juste de se réveiller) regarde avec étonnement sur les écrans CCTV. Le groupe se sépare dans le coffre-fort (Halford montrant une force extraordinaire en écartant les barreaux de fer). Halford prend du coffre-fort un disque d'or pour l'album British Steel. Ils quittent bientôt la banque avec le disque, et reprennent la voiture. Le clip se termine par des images de concert de Judas Priest. Le gardien de sécurité mime une guitare pour suivre la musique du groupe. La vidéo se termine avec le groupe au complet remontant le long de l'A406 en répétant le refrain jusqu'à la fin du morceau.

## Réaction critique
La chanson figure 40e des 40 meilleures chansons de metal selon VH1. En 2009, elle a été nommée la 12e plus grande chanson de hard rock de tous les temps par VH1.

## Reprise
- Hammerfall
- Stryper
- Motörhead
- Doro
- Therapy?
- Pansy Division
- Hayseed Dixie
- Fightstar
- The Cooters
- The Meteors
- Berri Txarrak
- Ensiferum
- Manolo Kabezabolo
- Interpuesto
- Medical Murder
- Hellpacho
- Iron Hell
- Blasphemia
- Unleashed
- Arch Enemy (il s'agit de la piste bonus sur l'édition japonaise de l'album War Eternal)